# Ilex acutidenticulata
Ilex acutidenticulata är en järneksväxtart som beskrevs av J.A. Steyermark. Ilex acutidenticulata ingår i släktet järnekar, och familjen järneksväxter. Inga underarter finns listade i Catalogue of Life.